# شهرستان رنسلیر (نیویورک)
شهرستان رنسلیر، نیویورک (به انگلیسی: Rensselaer County, New York) یک سکونتگاه مسکونی در ایالات متحده آمریکا است که در ایالت نیویورک واقع شده‌است.

## خصوصیات
شهرستان رنسلیر ۱٬۷۲۲٫۳۵ کیلومترمربع مساحت دارد.